# Resolució 1071 del Consell de Seguretat de les Nacions Unides
La Resolució 1071 del Consell de Seguretat de les Nacions Unides fou adoptada per unanimitat el 30 d'agost de 1996. Després de recordar totes les resolucions sobre la situació a Libèria, especialment la Resolució 1059 (1996), el Consell va prorrogar el mandat de la Missió d'Observació de les Nacions Unides a Libèria (UNOMIL) fins al 30 de novembre de 1996 i va discutir assumptes relacionats amb la UNOMIL.
El Consell va donar la benvinguda a la restauració de la capital Monròvia com a refugi segur. En última instància, el poble liberià i els seus líders eren els principals responsables de la pau i la reconciliació.
Després d'ampliar el mandat de la UNOMIL fins al 30 de novembre de 1996, també es va assenyalar que la Comunitat Econòmica dels Estats de l'Àfrica Occidental (ECOWAS) va acordar prorrogar l'Acord d'Abuja fins al 15 de juny de 1997, va establir un calendari per a l'aplicació de l'acord, va adoptar un mecanisme per verificar el compliment pels líders de faccions i va discutir possibles mesures contra les faccions en cas d'incompliment. Van ser condemnats tots els atacs al Grup de Monitorització de la Comunitat Econòmica dels Estats d'Àfrica Occidental (ECOMOG), la força de manteniment de la pau de l'ECOWAS a Libèria, als organismes d'ajuda i a la UNOMIL.
El Consell va procedir a condemnar l'ús de nens soldat i va instar el respecte dels drets humans. Es va instruir a tots els estats que observessin estrictament l'embargament d'armes imposat al país a la Resolució 788 (1992) i informessin de les violacions al Comitè establert a la Resolució 985 (1995).